# Christian Reuter (Pädagoge)

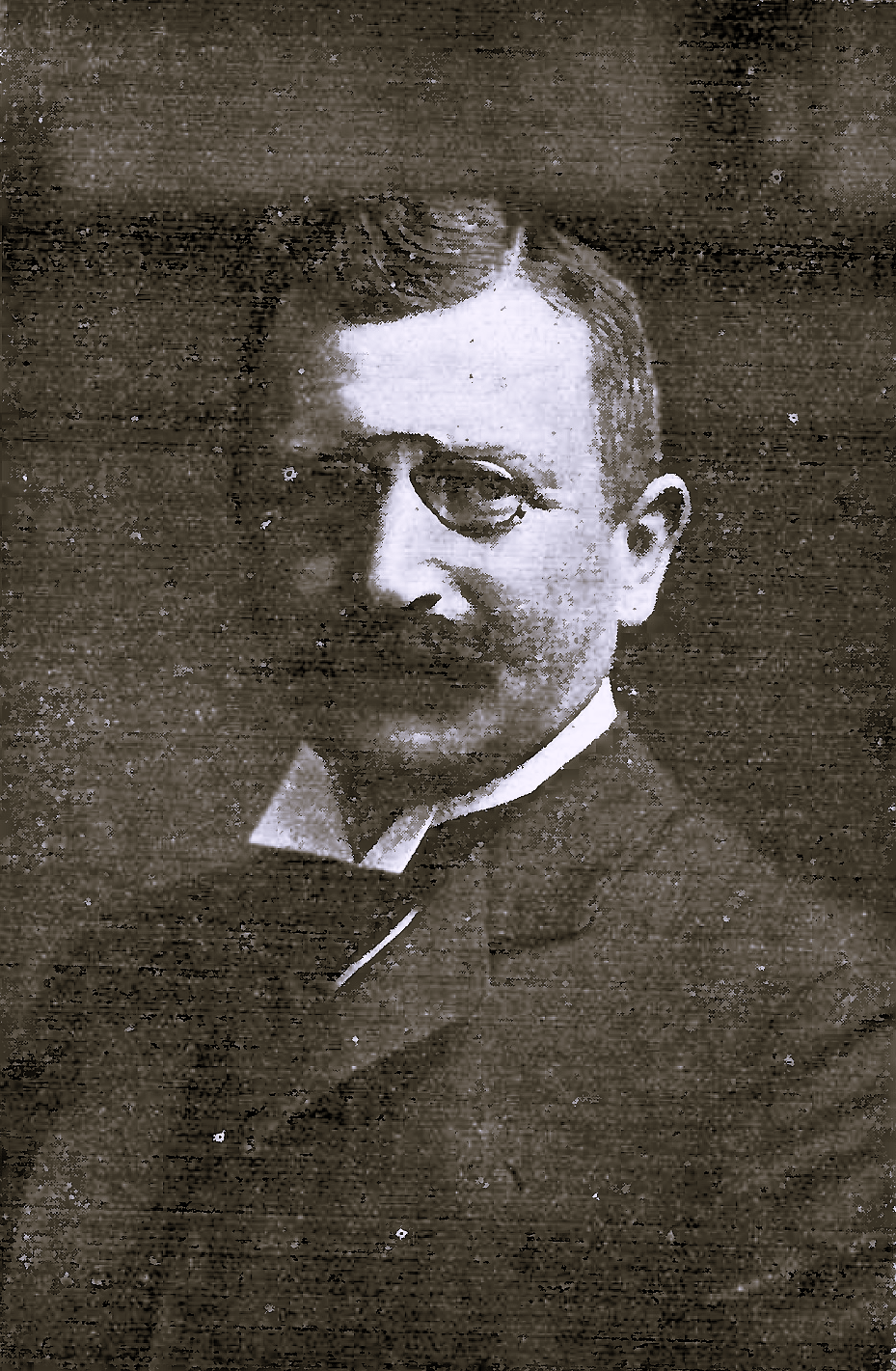
Christian Reuter

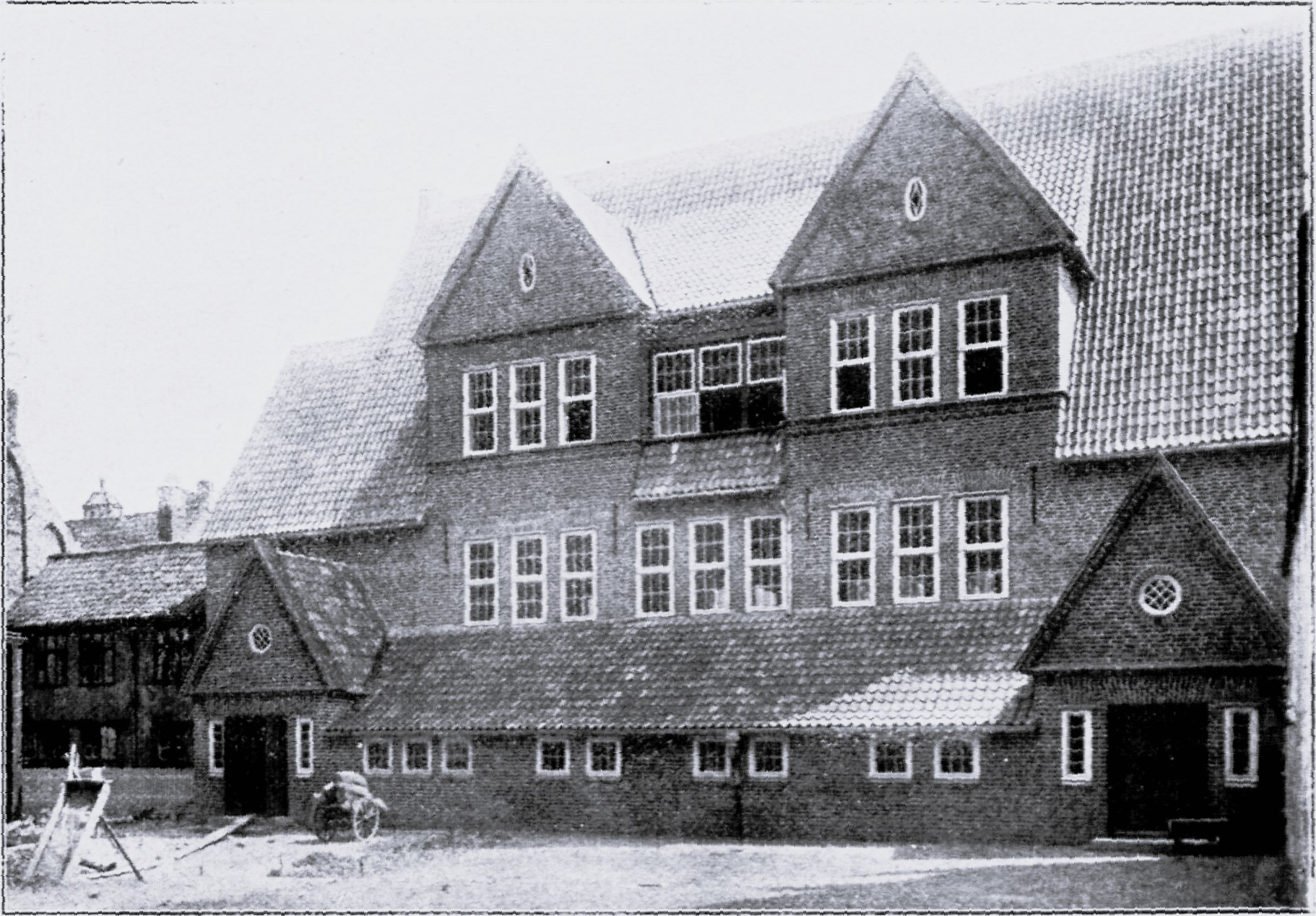
Das neue Turnhaus des Katharineums zu Lübeck

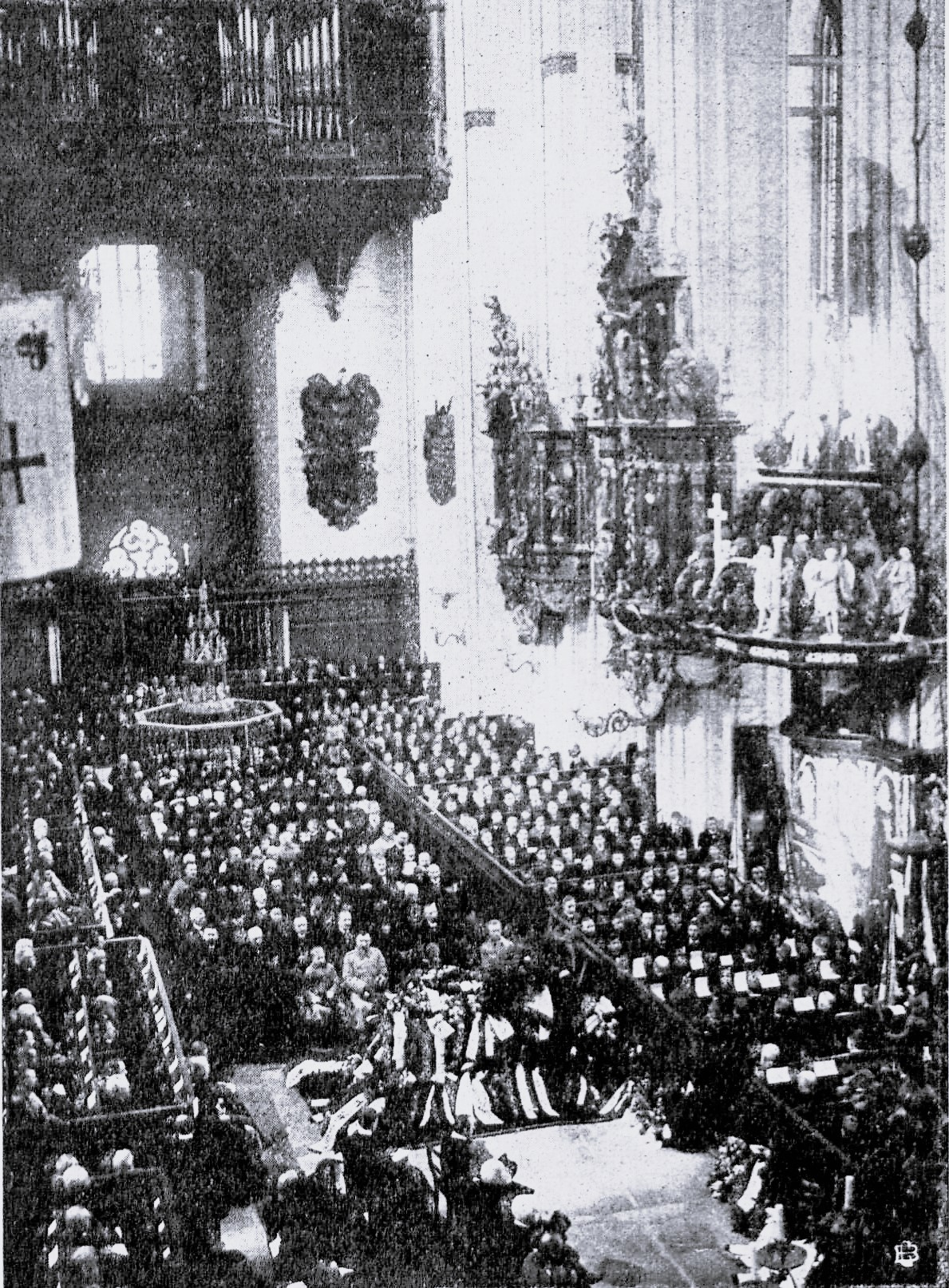
Trauerfeier am 20. Januar 1915

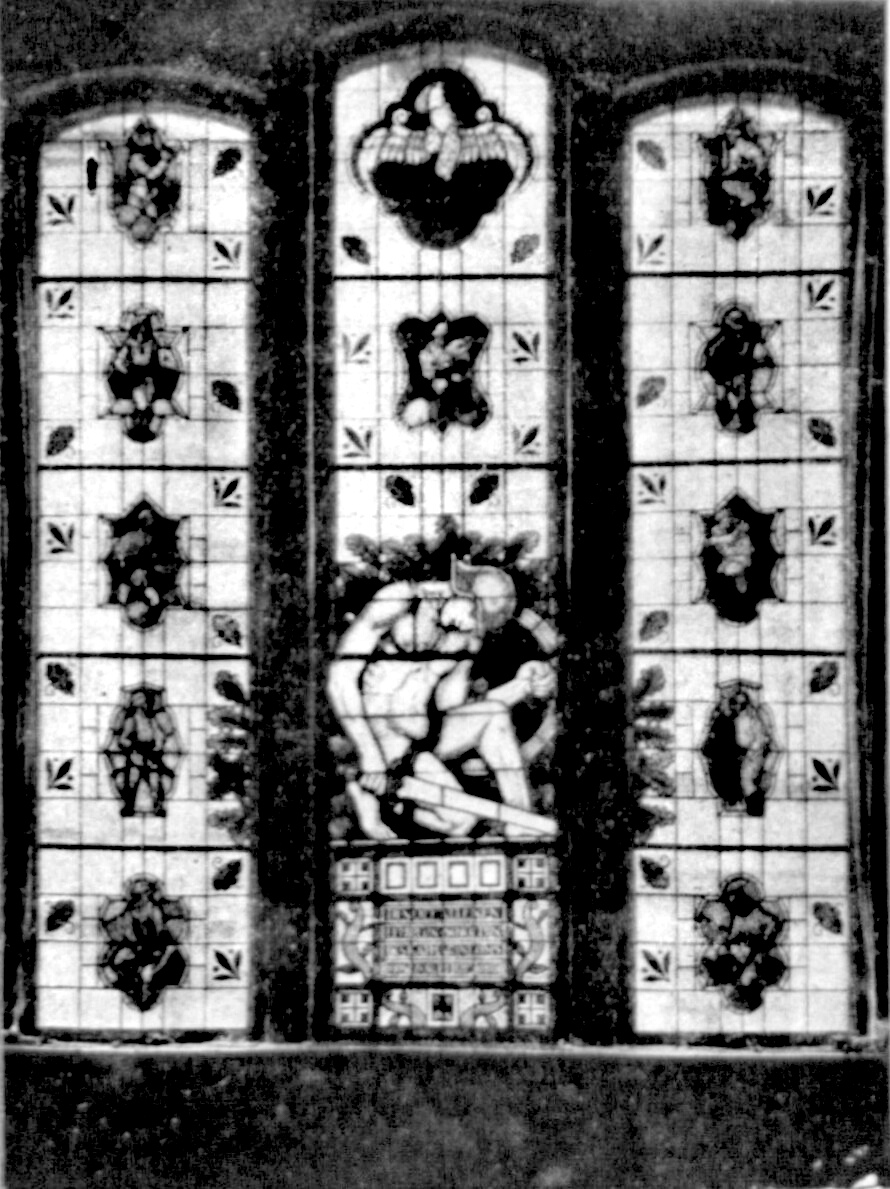
Buntes Fenster in der Aula des Katharineums

Hans Christian Wilhelm Reuter (* 3. Dezember 1863 in Kiel; † 13. Januar 1915 zwischen Terny-Sorny und Soissons, Frankreich) war ein deutscher Historiker und Pädagoge.

## Leben

### Herkunft
Reuter stammt aus einer ursprünglich in Altona, später in Apenrade ansässigen weitverzweigten Familie. Sein Vater Rudolph Reuter (* 1834 in Apenrade; † 1871 in Kiel) war Schiffbaumeister und Inhaber einer Werft in Kiel; Christian Theodor Reuter war sein Onkel.

### Laufbahn
Nach dem Abitur auf der Kieler Gelehrtenschule studierte er Geschichte und Klassische Philologie, vor allem in Kiel, wo er Mitglied der Burschenschaft der Krusenrotter war, aber auch in Leipzig und Straßburg. Seine Zeit als Hilfslehrer (dem heutigen Referendariat vergleichbar) verbrachte er am Matthias-Claudius-Gymnasium in Wandsbek. 1892 erwarb er zusätzlich die Turnlehrberechtigung an der Kgl. Central-Turnanstalt in Berlin. Im selben Jahr wurde er in Kiel zum Dr. phil promoviert. Nach weiteren Stationen am Sundischen Gymnasium in Stralsund (1892–1899), wo er ab 1896 auch als nebenamtlicher Stadtarchivar wirkte, und an der Stadtschule Pasewalk wurde er 1901 Direktor des Königlichen Gymnasiums in Demmin.

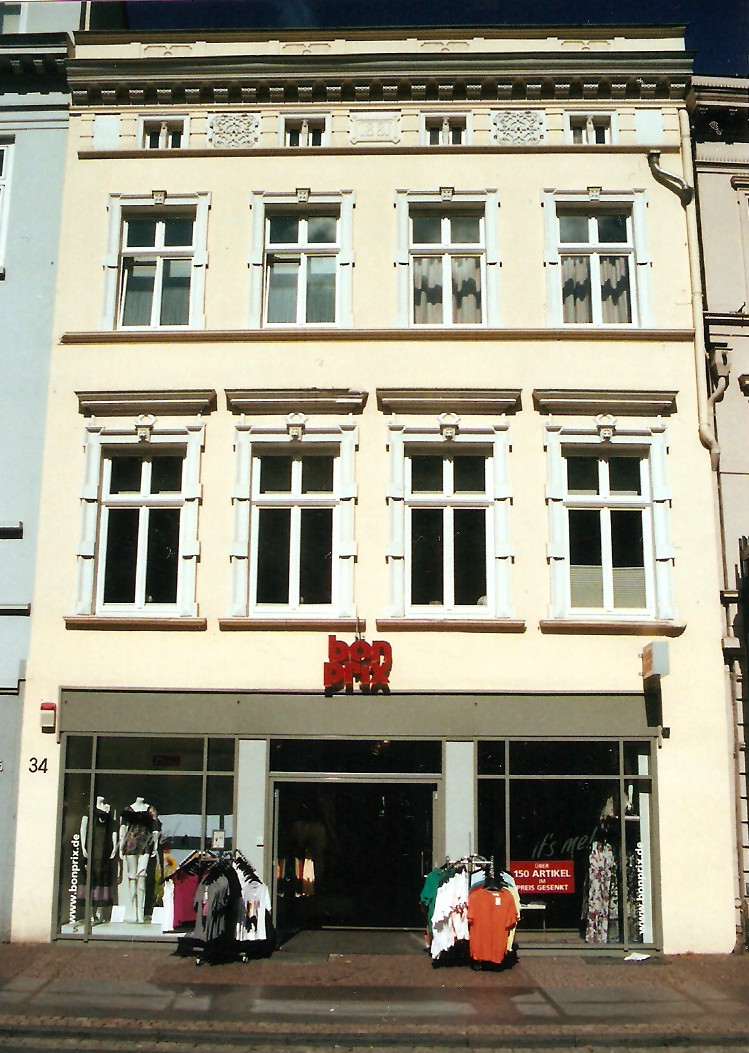
Wohnhaus des Direktors

Der Senat versetzte Julius Schubrings, Direktor des Katharineums zu Lübeck, auf sein Ersuchen hin zum 1. April 1904 in den Ruhestand. Zu seinem Nachfolger wurde Christian Reuter erwählt. Im März 1904 verlieh dann der Senat ihm den Titel eines Professoren und setzte seinen Amtsantritt auf den 1. April fest. Seine Wohnung befand sich in der Königstraße Nr. 34 gegenüber dem Gymnasium. Der junge Direktor mit dem Siegfriedlachen an Stelle des alternden Wotan führte eine Reihe von Lehrplanreformen durch. Der Zeichenunterricht wurde neu eingeführt, ebenso Schülerübungen in Chemie und Physik. Reuter gelang es, das Gymnasium, das infolge der vorübergehenden Abtrennung des Realgymnasiums, des Johanneums zu Lübeck, viele Schüler verloren hatte, wieder zu stabilisieren und sogar wachsen zu lassen. Schon gleich nach seinem Amtsantritt ließ er durch einen Beschluss der Oberschulbehörde die traditionellen farbentragenden Schülerverbindungen aufheben. An ihre Stelle traten sportliche Vereinigungen wie die im gleichen Jahr gegründete Ruderriege, eine 1907 entstandene Gruppe des Wandervogel und die Förderung der Pfadfinderarbeit. Ab 1911 führte Reuter Weimarfahrten zu den Festspielen des deutschen Schillerbundes durch. Die größte bauliche Veränderung seiner Amtszeit war der Bau der Turnhalle im Heimatschutzstil 1910.
Reuter war Mitglied der Gesellschaft zur Beförderung gemeinnütziger Tätigkeit und von 1913 bis zu seinem Kriegstod 1915 ihr Direktor. Bei Ausbruch des Ersten Weltkriegs meldete sich der Hauptmann der Reserve freiwillig zum Fronteinsatz bei seinem früheren Regiment, dem Infanterie-Regiment „Herzog von Holstein“ (Holsteinisches) Nr. 85 und wurde zu Beginn des Sturmangriffs auf Soissons Anfang 1915 so schwer durch einen Schuss in den Hals verwundet, dass er kurze Zeit später im Lazarett von Chauny verstarb.
Um ihn als einen der ersten und gesellschaftlich Angesehensten unter den Lübecker Kriegstoten entsprechend würdigen zu können, wurde sein Leichnam nach Lübeck überführt. Als allseits geschätzter Kanzelredner hielt Johannes Becker, der Senior der Stadt am 20. Januar 1915 in der überfüllten Marienkirche, deren Hauptpastor er ebenfalls war, die Gedächtnisrede. In deren Verlauf teilte Becker unter anderem mit, dass der Direktor noch für das Fenster im Katharineum, welches dem Andenken der Gefallenen gewidmet ist, den Spruch verfasst hatte: „Sie starben nur für die, die für sie Leben“. Zu dem Volkslied Ich hab mich ergeben wurde sein Sarg aus der Kirche getragen. Der Trauerzug bewegte sich dann an „seinem“ Katharineum vorbei zum Allgemeinen Gottesacker. Die Fahnen der Stadt wehten auf halbmast und alle Glocken der Stadt läuteten. Die Ehrenkompanie des heimischen Regiments schritt an der Spitze, Abordnungen des Senats, der Bürgerschaft und zahlloser Körperschaften, Vereine und Schulen folgten dem Sarg vorbei an tausenden von Bürgern der Stadt. Nach einem zeitgenössischen Bericht war es eine Trauerfeier, wie sie die Stadt seit Geibels Zeit nicht erlebt hatte.
Obwohl Reuters Bedeutung für Lübeck es nahegelegt hätte, erhielt er kein Ehrengrab, so dass sein Grab und das seines wenig später gefallenen Sohnes Konrad schon vor längerer Zeit eingeebnet wurden.

Trauerzug auf dem Wege zur Beisetzung vor dem Katharineum
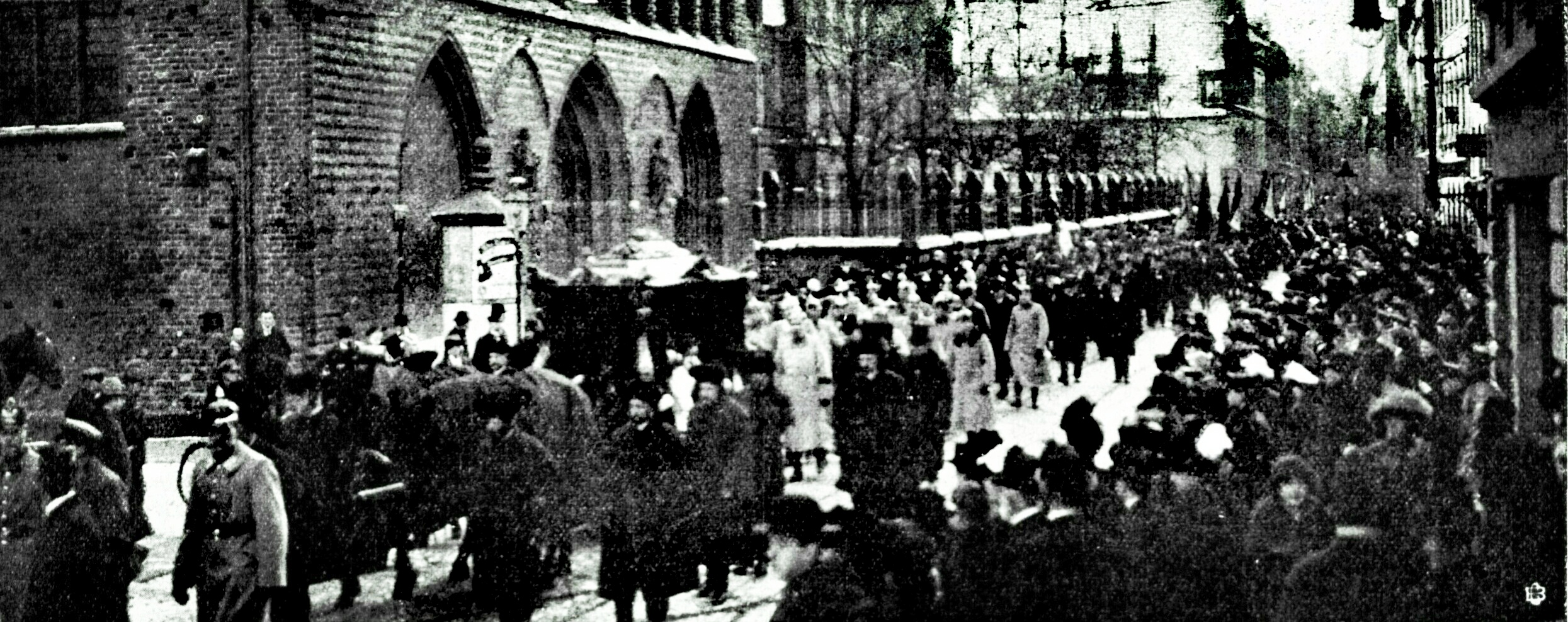

### Familie

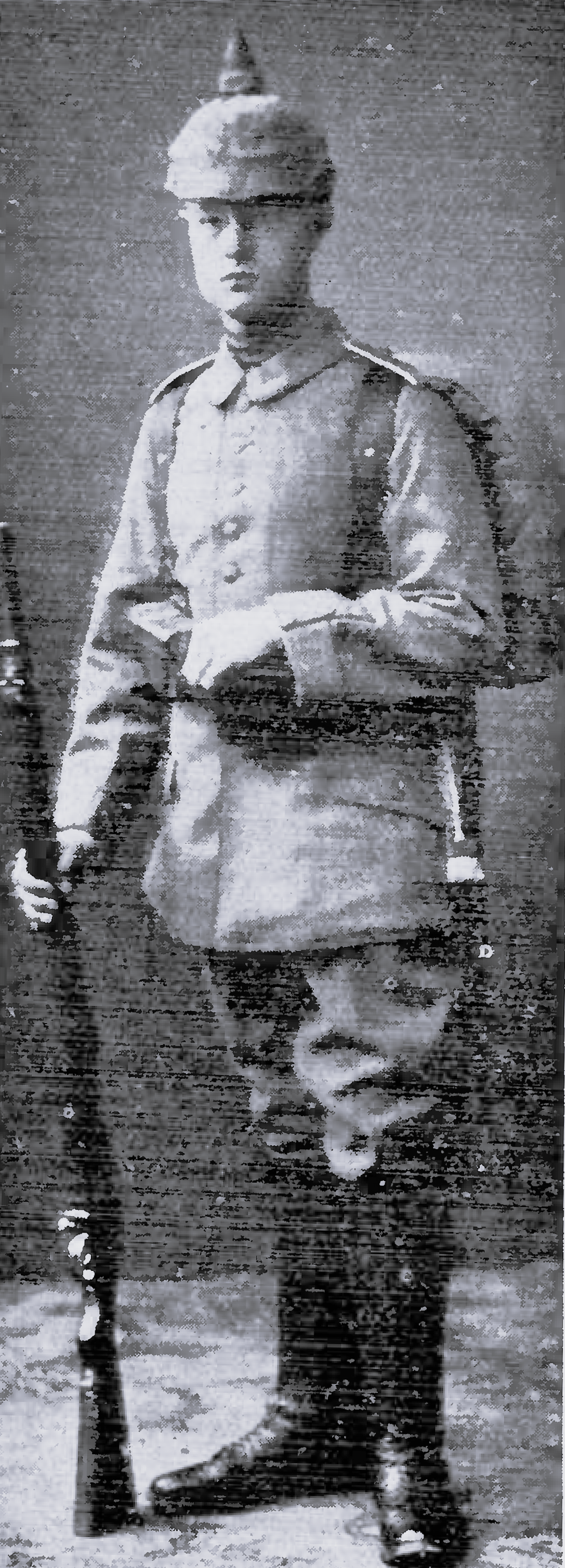

Reuters ältester Sohn Konrad wurde am 9. August 1895 in Kiel geboren. Für sein Abiturientenexamen im März 1914 auf dem Katharineum erhielt er die Kindler-Prämie. Nach einem Semester in Berlin, wo er Jura studierte, brach der Krieg aus. Am 14. August trat der Älteste ins Regiment seines Vaters ein und rückte nach vier Wochen ins Feld. Schon am 8. Oktober kehrte er mit einer leichten Verwundung für drei Genesungswochen zurück ins Elternhaus und verbrachte danach zwei Monate nach Döberitz zur weiteren Ausbildung. Im Januar 1915 war er nochmals kurz zur Beerdigung seines Vaters in Lübeck. Er machte fortan Garnisonsdienst. Ab 1. März wieder als Fahnenjunker und Unteroffizier im 7./85. Regiment im Feld traf ihn am Nachmittag des 4. März abermals eine Kugel und er verstarb am 7. März.

## Schriften
- Das älteste Kieler Rentebuch (1300–1487). Jensen, Kiel 1891–1893 (Mitteilungen der Gesellschaft für Kieler Stadtgeschichte ; 9/11).
- mit Paul Lietz, Dr. Otto Wehner (Hrsg.): Das zweite Stralsundische Stadtbuch (1310–1342). 2 Bde., Verlag der Königlichen Regierungs-Buchdruckerei, Stralsund 1896–1903 (Digitalisat).
- Das Kieler Erbebuch (1511–1604). Eckardt, Kiel 1897 (Mitteilungen der Gesellschaft für Kieler Stadtgeschichte; 14/15).
- Beiträge zur Pasewalker Schulgeschichte. H. Gnädig, Pasewalk 1901.
- Lübeck und Stralsund bis zum Rostocker Landfrieden. In: Hansische Geschichtsblätter. Bd. 32 (1904/05), S. 3–34.
- Die Askanier und die Ostsee: Vortrag, gehalten in der Versammlung des Hansischen Geschichtsvereins zu Hildesheim am 22. Mai 1907. Duncker & Humblot, Leipzig 1907.
- Die nordelbische Politik der Karolinger. In: Zeitschrift der Gesellschaft für Schleswig-Holsteinische Geschichte. Bd. 38 (1908), S. 233–252 (Digitalisat).
- Zur Geschichte Ansgars. In: Zeitschrift der Gesellschaft für Schleswig-Holsteinische Geschichte. Bd. 40 (1910), S. 484–492 (Digitalisat).
- Ebbo von Reims und Ansgar: ein Beitrag zur Missionsgeschichte des Nordens und zur Gründungsgeschichte des Bistums Hamburg. Historische Zeitschrift. Bd. 105 (1910), S. 237–284.
- Ostseehandel und Landwirtschaft im sechzehnten und siebzehnten Jahrhundert. Mittler, Berlin 1912 (Meereskunde; 6,1).
- Handelswege im Ostseegebiet in alter und neuer Zeit. Mittler, Berlin 1913 (Meereskunde; 7,2) (Digitalisat).